# Biblioteca Pública de Alajuela
La Biblioteca Pública de Alajuela es una institución abierta a la comunidad que se encarga de brindar servicios a los ciudadanos. Está biblioteca se encuentra situada en la provincia de Alajuela (ciudad) en Costa Rica. Forma parte del Sistema Nacional de Bibliotecas (SINABI) el cual está conformada por 56 Bibliotecas Públicas ubicadas en todo el territorio costarricense.

## Biblioteca Pública de Alajuela Miguel Obregón Lizano
La biblioteca da inicio en 1887 junto con el Instituto de Alajuela. Uno de los principales fundadores fue el presidente Bernardo Soto Alfaro, pero la persona que más apoyó y colaboró en la fundación fue Miguel Obregón Lizano, quien tuvo la iniciativa de crear la “Sociedad de la Biblioteca”. Gracias a la perseverancia que tuvo, la Biblioteca lo honró con su nombre: Miguel Obregón Lizano.
En 1890 inició sus labores pero a causa de problemas políticos tuvo que ser disuelta. Esta situación preocupó a Miguel Obregón hasta llevarlo al punto de ser el responsable de llegar a retribuir a la persona encargada de atender la biblioteca para el funcionamiento.En los años 70 la biblioteca se vio obligada a trasladar sus instalaciones y desde el 29 de agosto de 1981 se estableció en el edificio que ocupa actualmente.

### Colección
Uno de los tesoros que contiene la Biblioteca es la colección de 50 libros denominada “Biblioteca de autores españoles” que perteneció al Instituto de Alajuela. Estos libros conservan sus sellos originales y fueron los primeros libros que constituyeron el acervo bibliográfico de la biblioteca.
Además, en la Hemeroteca, facilitan revistas y periódicos.
El acervo bibliográfico se brinda a través de Circulación y préstamo, para facilitar el préstamo a sala y de material documental.
- Programas

La biblioteca tiene varios programas enfocados a la comunidad, acordes a la edad de los usuarios.
La Sala infantil, tiene los recursos necesario para brindar el Programa “Soy bebé y me gusta leer” destinado a niños entre 0 a 5 años de edad. Se especializa en actividades de extensión bibliotecaria y cultural. Con este programa pretenden convertir el libro en un instrumento de aprendizaje y actividades lúdicas para los niños, como los libros de cuentos.
Otro de los programas es “Arcoíris de lectura” su enfoque está en los niños pretende estimular los hábitos de la lectura por medio de actividades de extensión.
También el programa llamado “¡Pura vida jóvenes a leer!”  que impulsa el desarrollo integral de la juventud por medio de actividades a la lectura, recreación e inversión sana de tiempo libre. Dicho programa se especializa en los adolescentes.
Asimismo, el programa “Huellas de oro” promueve el respeto hacia la persona adulto mayor mediante la lectura como medio de recreación. Al igual se efectúan actividades y dinámicas de grupo para estas personas.
- Servicios

Para ofrecer los servicios y los programas en general, la Biblioteca Pública de Alajuela tiene amplios espacios como la Sala de lectura, salas de estudio, una sala general con una capacidad para 128 personas. 
Posee dos salas para el préstamo de recursos tecnológicos disponibles para los usuarios y que consiste en proyectores de multimedia,  televisor, DVD. Igualmente, en la sociedad de la información y del conocimiento, tiene el Centro Comunitario Inteligente (CECI) para utilizar Internet u otros recursos tecnológicos para el acceso abierto de la información como las Bibliotecas virtuales.
Ofrece también el préstamo de las instalaciones para conferencias, talleres, seminarios u otras actividades educativas, de interés a la comunidad